# Florence Henrist
Florence Henrist (3 maart 1993) is een Belgisch voormalig acrogymnaste.

## Levensloop
Samen met Tatjana De Vos behaalde ze onder meer zilver op het wereldkampioenschap in het Schotse Glasgow (2008), goud op de Wereldspelen in het Taiwanese Kaohsiung (2009) en brons op het Europees kampioenschap in de balansfinale in het Portugese Vila do Conde (2009). Daarnaast behaalden ze een vierde plaats op dit EK in de tempofinale en allround. Ook werden ze driemaal (2008, 2009 en 2010) Belgisch kampioene en wonnen ze brons op de wereldbekermanches in het Franse Publier in 2008 en het Russische Veliki Novgorod in 2009. Op de WB-manche in het Amerikaanse Saint Paul in 2009 behaalden ze goud.
Het duo was van plan na het WK acrogym te Polen een punt achter hun carrière te zetten. Het feit dat de bondscoach deze beslissing niet kon aanvaarden (Sergey Tretjakov zag hen liever nog het EK-team (20-24 oktober 2010) versterken waar ze een belangrijke rol zouden spelen voor het teamresultaat), heeft geleid tot een onherstelbare vertrouwensbreuk en tot de noodgedwongen beslissing om vervroegd hun topsportcarrière te beëindigen.

## Beste prestaties De Vos-Henrist
- 2008: Belgisch Kampioen
- 2008: internationaal toernooi Stars above the boug river, Vinnitsa (Oekraïne): zilver.
- 2008: World Cup Acrogym, Publier (Frankrijk): brons.
- 2008: WK acrogym, Glasgow (VK): zilver.
- 2009: internationaal toernooi Stars above the boug river, Vinnitsa (Oekraïne): goud.
- 2009: Belgisch Kampioen
- 2009: World Cup Acrogym, Saint Paul (VSA): goud.
- 2009: Wereldspelen Kaohsiung (Taiwan), categorie meisjes paren: goud.